# Jardín Botánico Mildred E. Mathias

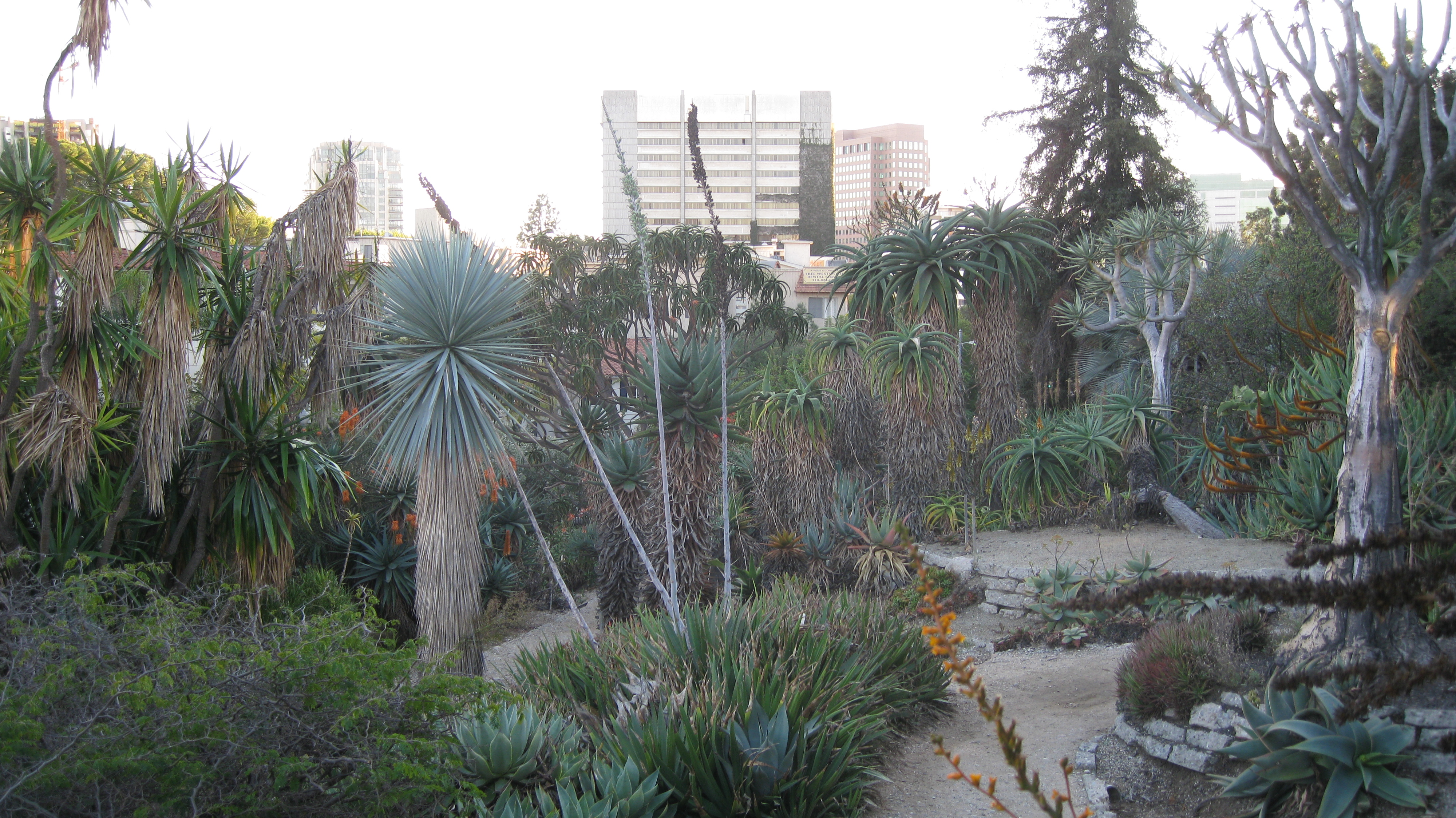
Suculentas del Jardín botánico.

El Jardín Botánico Mildred E. Mathias (en inglés: Mildred E. Mathias Botanical Garden, es un jardín botánico de 7 acres (3 hectáreas) de extensión, en el campus de la Universidad de California, Los Ángeles, California, Estados Unidos.

## Localización
El arboreto se ubica en la esquina sudeste de la Universidad de California, Los Ángeles. La entrada principal por "Tiverton Ave.", cerca del Centro de Emergencias del Hospital. La entrada sur por la esquina de la "Hilgard Ave." y "Le Conte Ave.", y la entrada norte enfrente del "The Patio", detrás del "Botany Building". 
Mildred E. Mathias Botanical Garden, Los Ángeles, condado de Los Ángeles, California CA 90095-1606 United States of America-Estados Unidos de América.34°3′56″N 118°26′28″O / 34.06556, -118.44111
La entrada es gratuita.

## Historia
El jardín fue comenzado en 1929, poco después de que la Universidad comenzara sus clases en Westwood, y originalmente situado a lo largo de un arroyo en la zona este del campus y se extendía hasta "The Bridge". Los sauces nativos crecían a lo largo de la ribera del arroyo, y las colinas sustentaban arbustos, una comunidad natural de las plantas de la California meridional. El primer encargado del jardín, fue Mr. George C. Groenewegen, que obtenía los materiales vegetales en gran parte por donaciones del Ministerio de Agricultura de Estados Unidos del « Plant Introduction Garden at Torrey Pines », del jardín botánico de « California Botanical Garden in Mandeville Canyon », del « Coolidge Rare Plant Gardens in Pasadena », del « Huntington Botanical Gardens », y de otras fuentes botánicas. Antes de 1947, el jardín botánico contenía cerca de 1.500 especies y variedades de plantas, que se ampliaron a 3.500 bajo el superintendente siguiente, Donald P. Woolley. La Dra. Mildred Mathias sirvió como directora a partir de 1956 hasta 1974. Durante los primeros 30 años, las colecciones fueron de un interés especial porque incluyeron muchas especies de eucaliptos y de Ficus (higos) antes de que la mayoría de estos se plantaran ampliamente a través de la región de Los Ángeles.
Mientras que el jardín botánico se convirtió en un sitio experimental para los árboles subtropicales útiles en el paisaje meridional de California, el campus de la UCLA también prosperó como arboreto bajo la dirección de Ralph D. Cornell, arquitecto de paisaje asesor del campus. Con la bendición de Franklin D. Murphy (canciller, de 1960 a 1968), la apariencia similar a un parque del UCLA lo convirtió en "El jardín de la universidad", y la Dra. Mathias ayudó a establecer visitas de paisajismo para los visitantes del campus. 
El jardín botánico del UCLA de la década de 1950 incluyó secciones especiales del eucaliptos y otras plantas australianas, gimnospermas, palmas, suculentas, acuáticas, y camelias. La vegetación nativa original había sido quitada, pero fue substituida por una exhibición hortícola de arbustos perennifolios de California. Un umbráculo para la enseñanza y la investigación fue terminado en la esquina del noroeste del jardín en 1952. Franklin Murphy apoyó un proyecto para construir el arroyo y las charcas de reciclaje. Entonces con la construcción del edificio de la botánica, un área soleada fue reservada para un jardín experimental permanente, en donde las plantas fueron cultivadas para los estudios citológicos por la facultad de botánica. Desde principios de la década de 1960, se han hecho esfuerzos para cultivar plantas de las zonas tropicales y subtropicales, especialmente las de flores vistosas, e.g., la Bignoniaceae. El jardín no ha sufrido ninguna helada desde el invierno 1948 a 1949. 
En 1979 se lo nombra en honor de la Dra. Mildred Esther Mathias de Hassler (1906-1995), una notable botánica estadounidense con numerosas contribuciones a la horticultura. Para entonces, la colección se había convertido en una especie de bosque. En el año 1980 contrataron como director a Arthur C. Gibson que comenzó un programa para incrementar las zonas con más luz del sol, por lo tanto proporcionando oportunidades de cultivo para muchos grupos plantas que necesitan pleno sol. Periódicamente, las áreas del jardín fueron renovadas para establecer colecciones especiales, incluyendo rhododendrom de Malasia, lirios, bromelias, cycas, helechos, arbustos de clima mediterráneo (e.g., chaparral), y las plantas nativas de las islas hawaianas. Se planifican, y serán establecidas otras colecciones especiales en el futuro mientras que la financiación esté disponible.

## Colecciones
El jardín está libre de heladas, e incluye cerca de 5.000 especies en 225 familias, y mantiene una de las colecciones botánicas vivas más importantes de los Estados Unidos, con especímenes de plantas procedentes de todo el mundo, incluyendo muchas especies de plantas tanto tropicales, como subtropicales.